# Por qué matan las mujeres
Por qué matan las mujeres (título original en inglés, Why Women Kill) es una serie de televisión de Estados Unidos estrenada en 2019, creada por el productor y guionista, Marc Cherry.
Ambientada en distintos periodos de tiempo, la serie van narrando los acontecimientos que conducen a las muertes de tres maridos que habían cometido adulterio a sus esposas.
Se estrenó el 15 de agosto de 2019 y su primera temporada constó de 10 episodios.  Poco antes de concluir la primera temporada, la serie fue renovada para una segunda temporada.

## Sinopsis

### Primera temporada
La temporada narra la vida de tres mujeres en diferentes décadas que han vivido en una misma mansión de Pasadena y que han sufrido la infidelidad de sus maridos. En 1963, Beth Ann Stanton está feliz como ama de casa hasta que se entera de la infidelidad de su marido, Rob. En 1984, Simone Grove, una mujer de alta sociedad descubre la homosexualidad de su tercer marido, Karl. y en 2019, una abogada, Taylor Harding, pone a prueba su matrimonio abierto cuando ella y su marido, Eli, se sienten atraídos por la misma mujer. Las infidelidades desencadenerán una serie de acontecimientos que terminan en asesinato.

## Personajes y actores

### Temporada 1

#### 1963
Protagonistas
- Ginnifer Goodwin es Beth Ann Stanton, sumisa esposa de Rob.[4]
  - Hartlyn Hilsman es Beth Ann de joven.
- Sam Jaeger es Rob Stanton, un ingeniero aeroespacial casado con Beth Ann.[4]
- Sadie Calvano es April Warner, una camarera que tiene una aventura con Rob.[4]

Recurrentes
- Alicia Coppola es Sheila Mosconi, vecina de Rob y Beth Ann y esposa de Leo.
- Adam Ferrara es Leo Mosconi, vecino de Rob y Beth Ann y marido de Sheila.[5]
- Lindsey Kraft es Claire, secretaria de Rob.

#### 1984
Protagonistas
- Lucy Liu es Simone Grove, dos veces divorciada, casada con Karl.[4]
  - Harmonie He es Simone Grove de joven.
- Jack Davenport es Karl Grove, tercer marido de Simone.[4]

Recurrentes
- Katie Finneran es Naomi Harte, una viuda rica, amiga de Simone y madre de Tommy.
- Leo Howard es Tommy Harte, hijo de Naomi que está enamorado de Simone.[4]
- Li Jun Li es Amy Lin, hija de Simone de su primer matrimonio.[6]

#### 2019
Protagonistas
- Kirby Howell-Baptiste es Taylor Harding, una abogada feminista y bisexual, con un matrimonio abierto con Eli.[4]
  - Kendall Denise Clark es Taylor Harding joven.
- Alexandra Daddario es Jade, amante de Taylor.[4]
- Reid Scott es Eli Cohen, guionista casado con Taylor en un matrimonio abierto.[4]

Recurrentes
- Kevin Daniels es Lamar, agente de Eli.
- Kevin McNamara es Duke, antiguo novio de Jade.

### Temporada 2

#### Protagonistas
- Allison Tolman es Alma Fillcot,[7][8] Una ama de casa de 1949 que está desesperada por acceder a un club de jardinería.
  - Rachel Redleaf es Alma de joven.
- Lana Parrilla es Rita Castillo,[9][8] la presidenta del club de jardinería y esposa Carlo.
- B.K. Cannon es Dee Fillcot,[9][8] Hija de Alma.
- Jordane Christie es Vern Loomis,[9][8] un investigador privado
- Matthew Daddario es Scooter,[9] un candidato a actor, amante de Rita
- Veronica Falcón es Catherine Castillo,[9] Hija de Carlo.
- Nick Frost es Bertram Fillcot,[7][8] Marido de Alma

#### Recurrentes
- Rachel Bay Jones es Maisie[10]
- Daniel Zacapa es Carlo Castillo,[8] Marido de Rita.
- Eileen Galindo es Isabel,[11] Sirvienta de Rita
- Virginia Williams es Grace,[11] miembro del club de jardinería.
- Jessica Phillips es Joan,[11] another member of the garden club
- Kerry O'Malley es Mavis,[12] miembro del club de jardinería.
- Cynthia Quiles es Brenda,[12] miembro del club de jardinería.
- Warren Kole es el detective Rohbin.